# Rarwino, Hạt Białogard
Rarwino [rarˈvinɔ] (trước đây là Rarfin của Đức) là một ngôi làng thuộc khu hành chính của Gmina Białogard, thuộc quận Białogard, West Pomeranian Voivodeship, ở phía tây bắc Ba Lan. Nó nằm khoảng 14 kilômét (9 mi) phía tây nam Białogard và 100 km (62 mi) về phía đông bắc của thủ đô khu vực Szczecin.
Trước năm 1945, khu vực này là một phần của Đức. Đối với lịch sử của khu vực, xem Lịch sử của Pomerania.